# 底抜け大学教授
『底抜け大学教授』（そこぬけだいがくきょうじゅ 原題：The Nutty Professor）は、1963年制作のアメリカ合衆国のコメディ映画。
ロバート・ルイス・スティーヴンソンの小説『ジキル博士とハイド氏』をモチーフに、ジェリー・ルイスが映画化。ルイスは監督、脚本、主演と1人3役をこなしている。
1996年、エディ・マーフィ主演で『ナッティ・プロフェッサー クランプ教授の場合』としてリメイクされた。

## あらすじ
ジュリアス・ケルプ教授は化学の虫で、頭はいいが、運動はからっきしダメな男である。学生たちからバカにされるのを気の毒に思った女子学生のステラの勧めでボディビルを始めるが、効果は出ない。
そこで今度は生物学教室の文献を読みあさり、あるクスリを発明して飲んでみると、たちまちたくましい男に変容した。変容したケルプはスポーツやダンスを難なくこなして、“バディ・ラブ”と呼ばれ、一躍学生たちのヒーローとなる。
だが、クスリの効目が切れると、たちまち元の弱虫のケルプ教授に逆戻りしてしまう事から、昼はケルプ教授、夜はバディ・ラブという生活が続く事になってしまう。

## キャスト
| 役名                   | 俳優                     | 日本語吹替                                                               |
| 役名                   | 俳優                     | フジテレビ版                                                             |
| ---------------------- | ------------------------ | ------------------------------------------------------------------------ |
| ジュリアス・ケルプ教授 | ジェリー・ルイス         | 近石真介                                                                 |
| ステラ・パーディ       | ステラ・スティーヴンス   | 西沢和子                                                                 |
| ウォーフィールド博士   | デル・ムーア             | 緑川稔                                                                   |
| ワルゼウスキー         | メド・フローリー         | 青野武                                                                   |
| ミリー・レモン         | キャスリーン・フリーマン | 林洋子                                                                   |
| エルマー・ケルプ       | ハワード・モリス         |                                                                          |
| エドウィナ・ケルプ     | エルヴィア・オールマン   |                                                                          |
| リーヴィー博士         | ミルトン・フローム       |                                                                          |
| ギブソン               | ヘンリー・ギブソン       |                                                                          |
| バンド・リーダー       | レス・ブラウン           |                                                                          |
| ボディビルダー         | リチャード・キール       |                                                                          |
| 不明 その他            |                          | 嶋俊介 杉弥生 国坂伸 森功至 城山堅 菅谷政子 坂井すみ江 肝付兼太 石井敏郎 |
|                        |                          |                                                                          |
| 演出                   | 演出                     | 滝山照生                                                                 |
| 翻訳                   | 翻訳                     | 広瀬順弘                                                                 |
| 効果                   | 効果                     | TFC                                                                      |
| 調整                   | 調整                     | 前田仁信                                                                 |
| 制作                   | 制作                     | 東北新社                                                                 |
| 解説                   |                          |                                                                          |
| 初回放送               | 初回放送                 | 1971年10月17日 『サンデー洋画劇場』                                      |

## 評価

### ランキング
- 「AFIアメリカ映画100年シリーズ」
  - 2000年 「コメディ映画ベスト100」第98位

## 続編
2008年、45年越しの続編としてSFコメディアニメ映画『The Nutty Professor』（または『The Nutty Professor 2: Facing the Fear』）が公開された。ジュリアス・ケルプ教授の孫である若き科学者ハロルド・ケルプを主人公としている。ジェリー・ルイスがジュリアス・ケルプ役を続投するとともにプロデューサーを務めた。
2008年11月25日、ビデオスルー作品として販売された。日本ではソフト化されていない。

### 声の出演
- ハロルド・ケルプ / ジャック - ドレイク・ベル
- ジュリアス・ケルプ教授 / バディ・ラブ - ジェリー・ルイス
- ロビン - タバサ・セント・ジェルマン
- ポリー・マクレガー - ブリット・アーヴィン
- ブラッド / タッド - アンドリュー・フランシス
- ディーン・フォン・ウー - ブライアン・ドラモンド

### スタッフ
- 監督 - ローガン・マクファーソン、ポール・テイラー
- 脚本 - エヴァン・スピリオトポウロス
- プロデューサー - ジェリー・ルイス、ジョージ・ペイジ、バーバラ・ゼリンスキ
- 編集 - ジェームズ・ボーシェー、ローガン・マクファーソン
- 音楽 - マイク・シールズ
- 製作 - レインメーカー・エンターテインメント、ワインスタイン・カンパニー[2]